# San Miguel Coatlinchán
San Miguel Coatlinchán är en mindre stad i Mexiko, tillhörande kommunen Texcoco i delstaten Mexiko. San Miguel Coatlinchán ligger i den centrala delen av landet och tillhör Mexico Citys storstadsområde. Orten hade 22 619 invånare vid folkräkningen 2010, och är näst största ort i kommunen sett till befolkning.